# هاينز تسيغلر
هاينز تسيغلر (بالألمانية: Heinz Ziegler)‏ هو ضابط ألماني، ولد في 19 مايو 1894 في Yasnaya Polyana, Kaliningrad Oblast ‏ في روسيا، وتوفي في 21 أغسطس 1972 في غوتينغن في ألمانيا.

## وصلات خارجية
- هاينز زيغلر على موقع الموسوعة البريطانية (الإنجليزية)